# Leopold Schnabl
Leopold Schnabl, jüdischer Name: Elkan Löb (* 9. Dezember 1846 in Pohořelice, Markgrafschaft Mähren, Kaisertum Österreich; † 15. September 1890 in Gleichenberg, Österreich-Ungarn) war ein mährisch-österreichischer Optiker, Augenarzt und Konsul von Argentinien in Österreich-Ungarn.

## Leben
Leopold Schnabl wurde am 9. Dezember 1846 als Sohn von Max und Josefine Schnabl (1826–1905) in der südmährischen Kleinstadt Pohořelice geboren. Er hatte einen Bruder, Theodor. Schnabl wurde mosaischen Glaubens erzogen und kam um 1870, nachdem er die Schule und die Universität abgeschlossen hatte, nach Italien, wo er anfangs in Perugia als Augenoptiker arbeitete. Nachdem er den Titel eines Professors der Augenheilkunde angenommen hatte, ging er 1876 nach Mailand, wo er jedoch nur kurzzeitig tätig war. Bereits im darauffolgenden Jahre 1877 übersiedelte Schnabl nach Argentinien, wo er in der Calle Florida (Via Florida) in der Hauptstadt Buenos Aires das erste augenoptische Institut, das sogenannte Instituto Óptico Oculistico, eröffnete. Dies brachte ihm schon bald darauf großen Gewinn ein, woraufhin er in Montevideo, der Hauptstadt von Uruguay, eine weitere solche Einrichtung eröffnete. Nach 1882 kehrte Schnabl als Konsul von Argentinien wieder in die k. u. k. Doppelmonarchie zurück. Nachdem er anfangs in Budapest gelebt hatte – im April 1885 bewilligte Kaiser Franz Joseph die Annahme des an Schnabl verliehenen Postens als argentinischer Konsul in Budapest –, kam er kurz vor seinem Ableben nach Wien, um sich hier niederzulassen. Bereits in den Jahren 1884 bis 1885 hatte er ein knappes Jahr in Wien gelebt, wo er mitunter wegen Ehrenbeleidigung verklagt und in weiterer Folge auch verurteilt wurde. Noch im selben Monat seiner offiziellen Bestätigung als Konsul von Argentinien in Budapest wurde Schnabl vom Kaiser das Ritterkreuz des Orden der Krone von Italien verliehen.
Mit seinen Erfahrungen und Kenntnissen, die er in Argentinien gewonnen hatte, fühlte er sich dazu verpflichtet, zurück in Österreich, ein Buch über die argentinische Hauptstadt und all ihre Facetten zu schreiben. Das Buch wurde ab Herbst 1885 über den Verlag Levy & Müller in Stuttgart veröffentlicht und erhielt durchwegs positive Kritik. Am 19. Oktober 1886 wurde Schnabl nach einer Vorstellung im Orpheum beim Verlassen des Saales von einem anderen Theaterbesucher attackiert und tätlich angegriffen, wobei er sich eine blutende Kopfwunde zuzog. Etwas über ein Jahr, nachdem er sein Buch veröffentlicht hatte, deckte Schnabl auf einer Zugfahrt von Wien über Salzburg den bekannten Postdieb Philemon Zalewski, der erst kurz zuvor in den Vereinigten Staaten verhaftet worden war, auf. Dieser hatte sich als Frau verkleidet, um unerkannt zu bleiben. Schnabls Entdeckung führte jedoch nicht zur Verhaftung, da der im Zug mitfahrende Polizeikommissär bei der Kontrolle der Pässe alles für in Ordnung befand. Von diesem Vorfall wurde in den österreichischen Zeitungen im Sommer 1887 mehrere Wochen berichtet. Im Laufe seines Wirkens als Konsul wandte er sich mit Leserbriefen immer wieder an die österreichischen Tageszeitungen, um von ihnen veröffentlichte Berichte, speziell über Argentinien, zu kritisieren und dabei getätigte Aussagen richtigzustellen.

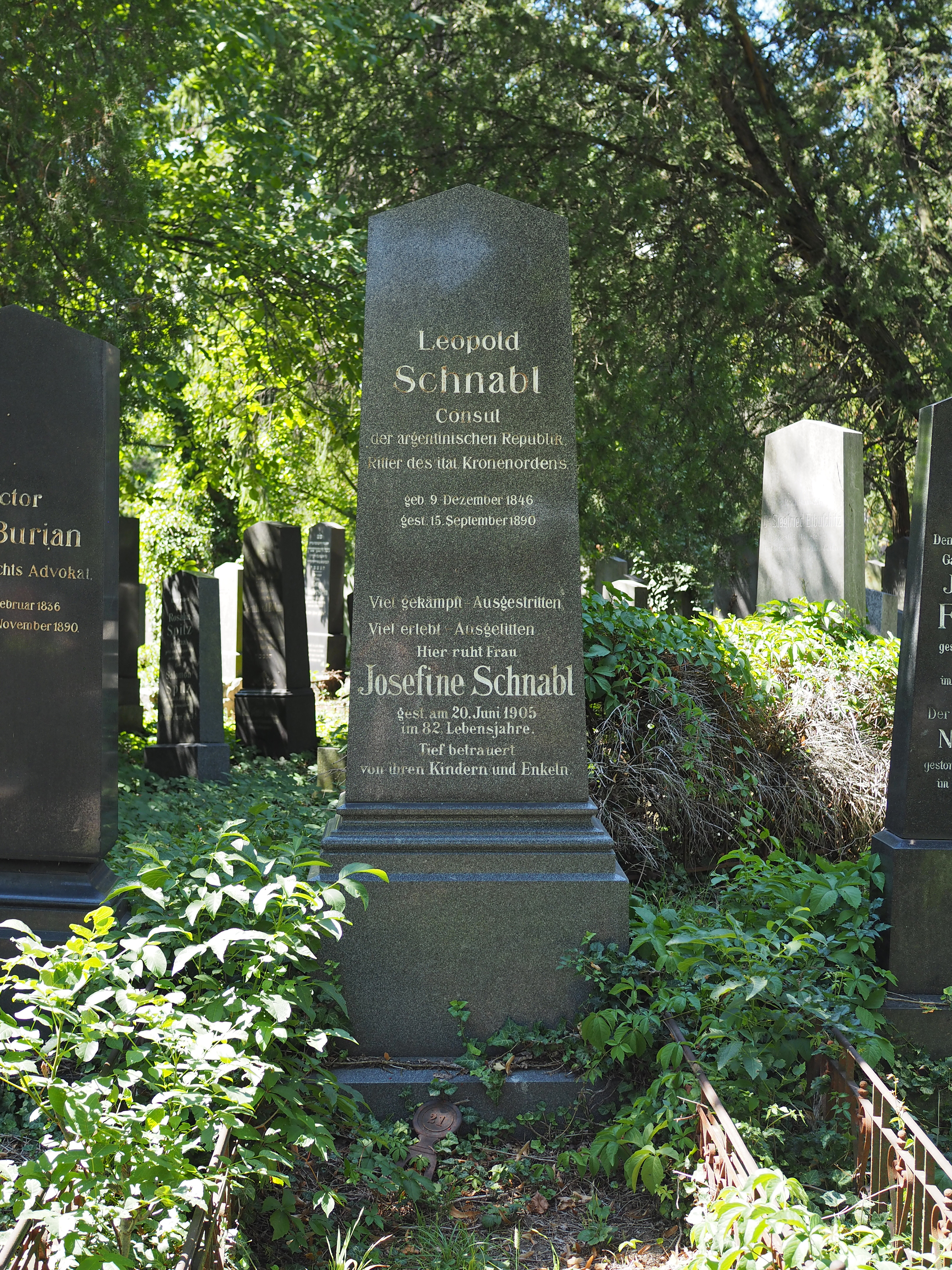
Grab von Leopold Schnabl in der Alten Jüdischen Abteilung des Wiener Zentralfriedhofes

Während er sich zur Kur im südoststeirischen Kurort Gleichenberg (erst seit 1926 als Kurbad bezeichnet, sowie als Bad Gleichenberg bekannt) aufhielt, starb Schnabl, der mit jüdischem Namen Elkan Löb hieß, am 15. September 1890 im Alter von 43 Jahren. Schnabl, der mit seinem Sohn Ricardo zur Kur in Gleichenberg verweilte, hatte am 9. September 1890 einen Jagdunfall erlitten. Bei der Fahrt zur Jagd in der Umgebung von Gleichenberg fiel ein geladenes Gewehr aus dem Wagen und entlud sich, woraufhin eine Ladung Schrot Schnabls Hals traf. Laut dem aus Graz herbeigerufenen Arzt Prof. Dr. Ebner bestand für Schnabl zu diesem Zeitpunkt keine Lebensgefahr. Auch die aus Wien herbeigerufenen Ärzte Johann Schnitzler und Otto Zuckerkandl fanden den Zustand Schnabls als nicht lebensgefährlich. Am Morgen des 15. September 1890 starb Schnabl, als er bei der Einführung eines Rohres für die künstliche Ernährung einen Blutsturz erlitt. Bereits ab Ende Mai desselben Jahres hatte er sich in Baden bei Wien auf Kur befunden. Er wurde von seiner Mutter Josefine, seiner Ehefrau Irma (geborene Schnitzler; * 1864; † ?) und seinen drei Töchtern Elvira (* 1884; † ?), Mercedes (* 1887; † ?) und Carmen (* 1890; † ?) überlebt. Des Weiteren überlebte ihn sein Sohn Ricardo (* 1872 in Perugia; † ?), den er aus erster Ehe hatte. Bis zuletzt hatte er noch die Leitung seines Instituts in Buenos Aires inne. Nach seinem überraschenden Tod wurde sein Leichnam am 17. September 1890 nach Wien überstellt und dort noch am selben Tag am Zentralfriedhof bestattet.

## Veröffentlichungen (Auswahl)
- Buenos Aires, Land und Leute am Silbernen Strome. Mit besonderer Rücksicht auf die europäische Einwanderung, Handel und Verkehr. 1885.